# Savio
Savio és un riu de la regió d'Emília-Romanya al nord d'Itàlia. La seva font es troba a la província de Forlì-Cesena prop de Montecoronaro al mont Castelvecchio que es troba prop del costat occidental del mont Fumaiolo.
El naixement es troba a una altitud de 1.126 metres i està marcada per un monument de ferro. En aquest monument hi ha un llop (símbol de Montecoronaro) i els anells de la "caveja" (símbol de la Romagna).